# عاشقان یکشنبه
عاشقان یکشنبه (به انگلیسی: Sunday Lovers) فیلمی چندگانه رمانتیک به کارگردانی برایان فوربز، ادوارد مولینارو، جین وایلدر و دینو ریسی، نویسندگی لسلی بریکوس، آگنور اینکروچی، فوریو اسکارپلی و فرانسیس وبر و تهیه‌کنندگی لئو ال. فوچز محصول سال ۱۹۸۰ میلادی است.

## بازیگران
- راجر مور … Harry Lindon (segment "An Englishman's Home")
- لینو ونتورا … François Quérole (segment "The French Method")
- پریسیلا بارنز … Donna (segment "An Englishman's Home")
- جین وایلدر … Skippy (segment "Skippy")
- لین ردگریو … Lady Davina (segment "An Englishman's Home")
- کاتلین کویینلان … Laurie (segment "Skippy")
- اوگو توگناتزی … Armando (segment "Armando's Notebook")
- کاترین سالویات … Christine (segment "The French Method")
- لیو بوزیزیو … Anna (segment "Armando's Notebook")
- دنهلم الیوت … Parker (segment "An Englishman's Home")
- سیلوا کوشچینا … Zaira (segment "Armando's Notebook")
- ببا لونچار … Marisa (segment "Armando's Notebook")
- روسانا پودستا … Clara (segment "Armando's Notebook")
- میلنا ووکوتیک … Nora (segment "Armando's Notebook")
- رابرت وبر … Henry Morrison (segment "The French Method")
- لُری دل سانتو
- فرانچسکو دآدا